# Bidessus nesioticus
Bidessus nesioticus är en skalbaggsart som beskrevs av Guignot 1956. Bidessus nesioticus ingår i släktet Bidessus och familjen dykare. Inga underarter finns listade i Catalogue of Life.